# SAR-Klasse 19
Die Lokomotiven der Klasse 19 der South African Railways (SAR) sind Dampflokomotiven mit der Achsfolge 2'D1' (Mountain). Die verschiedenen Lieferungen wurden in die Unterklassen 19, 19B, 19C und 19D eingeteilt. Die Klasse 19A unterscheidet sich von diesen durch einen kleineren Treibrad- und Zylinderdurchmesser.
Die Lokomotiven waren als Universallokomotiven mit relativ geringer Achslast vor allem auf Nebenstrecken im ganzen Land im Einsatz und gehörten zu den letzten Dampflokomotiven im Plandienst der SAR.

## Lieferungen und Unterklassen
Die ersten vier Lokomotiven (Bahnnummern 1366–1369) wurden 1928 nach Entwürfen des leitenden Maschineningenieurs der SAR, Col. Collins, von der Berliner Maschinenbau AG gebaut. Bereits ein Jahr später wurden 36 Lokomotiven der Klasse 19A in Dienst gestellt. 1930 folgten 14 weitere Exemplare vom Hersteller der ersten vier Lokomotiven (Nr. 1401–1414), bei denen der Achsstand des Drehgestells etwas vergrößert war. Aus diesem Grund wurden sie als neue Unterklasse 19B eingeordnet. Die letzte dieser Maschinen war versuchsweise mit einer Caprotti-Steuerung ausgestattet, die aber 1943 durch eine normale Heusinger-Steuerung ersetzt wurde. 
Die nächsten 50 Lokomotiven, als Klasse 19C bezeichnet und mit den Bahnnummern 2435–2484 versehen, waren ebenfalls mit einer Caprotti-Steuerung ausgerüstet, die sie auch bis zu ihrer Außerdienststellung behalten haben. Diese Lokomotiven 1934 von der North British Locomotive Company geliefert. Sie waren von Beginn an mit dem Standardkessel 1A ausgestattet und mit einem veränderten Führerhaus mit nach vorne geneigter Stirnseite, wie es ab diesem Zeitpunkt an vielen südafrikanische Lokomotiven zu finden war. 
Je eine Lokomotive der Klassen 19 und 19B (Nr. 1367 und 1410) wurden in den 1960er Jahren nachträglich mit einem Standardkessel ausgestattet und als Klassen 19R bzw. 19BR bezeichnet. 
Die Lieferungen ab 1936 waren wieder mit Heusinger-Steuerung ausgestattet und wurden als Klasse 19D bezeichnet. 135 19D (Nr. 2506–2545 und 2626–2720) wurden von Krupp, Borsig und Škoda vor dem Zweiten Weltkrieg geliefert. Die 20 Krupp-Maschinen hatten als Besonderheit einen Kessel ohne Dampfdom, der jedoch sonst dem Standardkessel entsprach. Durch den bei der SAR im Rahmen von Wartungs- und Reparaturarbeiten üblichen Tausch von Kesseln sind diese domlosen Kessel auch auf Lokomotiven anderer Hersteller und Unterklassen gelangt.
Unmittelbar nach dem Krieg lieferte Stephenson & Hawthorns 50 weitere Exemplare (Nr. 2721–2770). Im Gegensatz zu denen der Vorkriegslieferungen waren sie mit einer Saugluftbremse anstelle der Dampfbremse ausgestattet. Die Klassenbezeichnung 19D wurde dennoch beibehalten. 
Die letzten 50 Maschinen (Nr. 3321–3370) kamen 1949 wieder von North British. Sie erhielten einen sechsachsigen Vanderbilt-Tender mit zylindrischem Wassertank, wodurch sich ihre Gesamtlänge um mehr als fünf Meter vergrößerte. Trotz der damit vergrößerten Wasserkapazität war es auf einigen Strecken weiterhin notwendig, zusätzliches Wasser in einem Tankwagen mitzuführen. Durch den Tausch von Tendern waren Vanderbilt-Tender später auch an älteren 19D zu finden, und mindestens eine 19C, Nr. 2475, fuhr ebenfalls mit einem solchen Tender.
Insgesamt wurden 235 Lokomotiven der Klasse 19D gebaut, es war nach der Klasse 15F (255 Stück) die zahlenmäßig zweitstärkste Dampflokomotiv-Baureihe der SAR und in ganz Afrika.
1979 wurde die 19D Nr. 2644 zur Verbesserung der Wirtschaftlichkeit umgebaut, und die Ergebnisse dieser Versuche flossen in die Entwicklung der Klasse 26 ein.

## Verbleib
Die Klassen 19 und 19B wurden 1977 ausgemustert, die Klasse 19C ein Jahr später. Die 19B Nr. 1412 ist betriebsfähig erhalten geblieben, und die 19C Nr. 2439 wurde von der SAR für Sonderfahrten im Einsatzbestand gehalten. 
Die Klasse 19D wurde dagegen bis zum Ende der Dampflokzeit in Südafrika eingesetzt; auch auf der Strecke George–Knysna waren 19D fahrplanmäßig im Einsatz (siehe Bilder, derzeit ist die Strecke nach einem Erdrutsch gesperrt). Weitere betriebsfähige Exemplare sind in Privatbesitz vorhanden, darunter die von Krupp gebaute Nr. 2654, die bis 2009 vom Sandstone Heritage Trust restauriert wurde.  

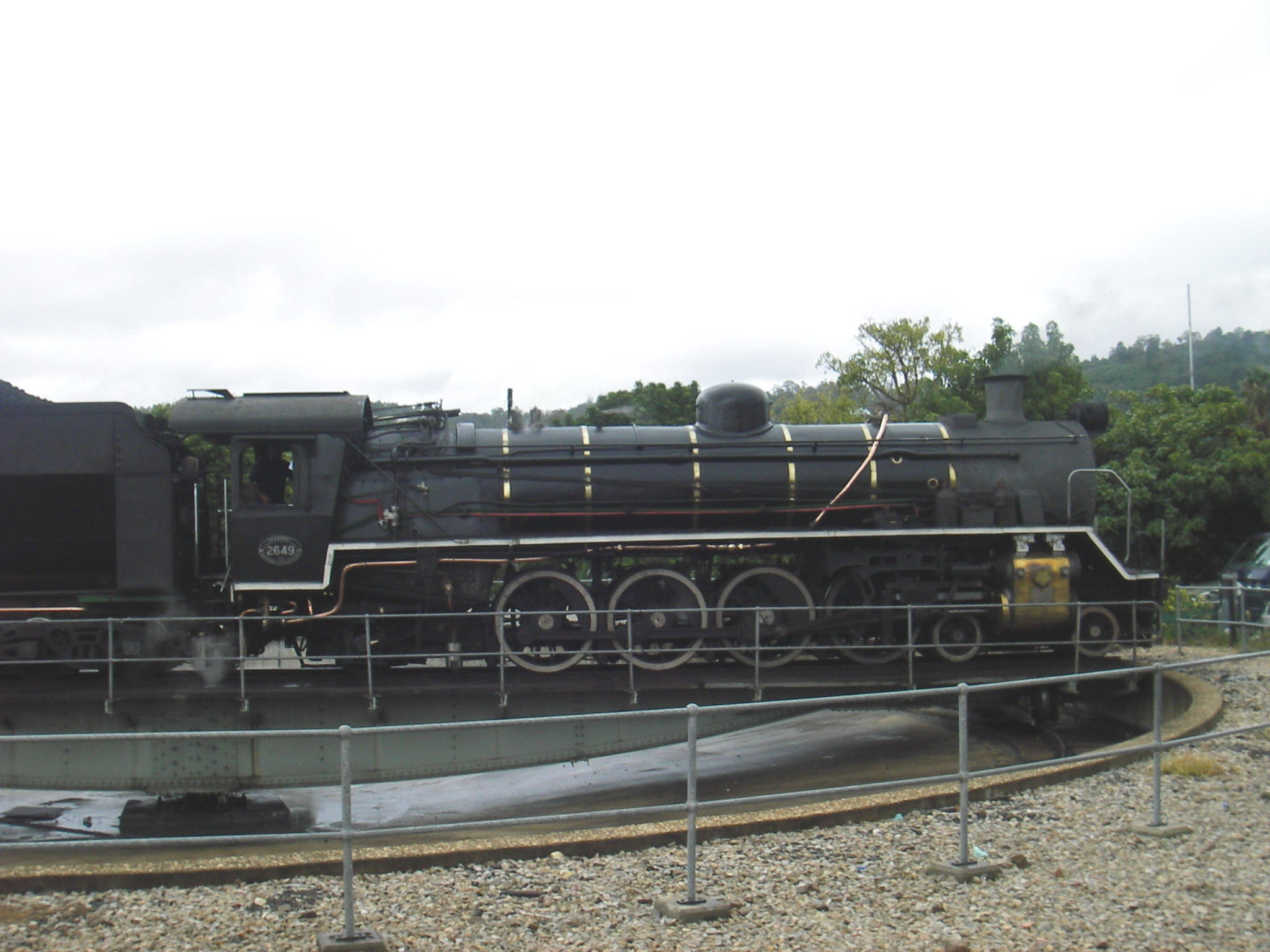
Nr. 2694 auf der Drehscheibe in Knysna
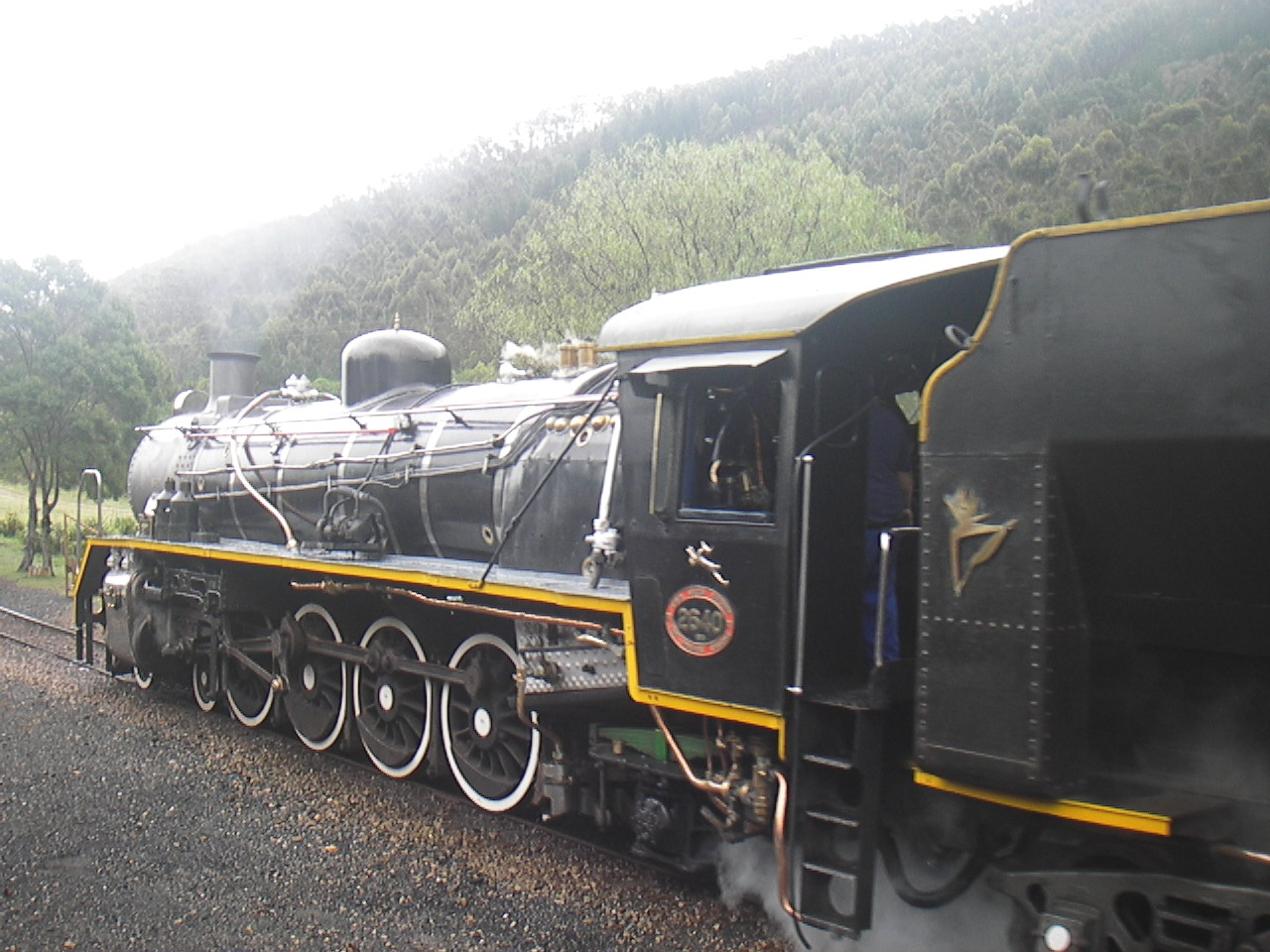
Nr. 2640 zwischen George und Knysna
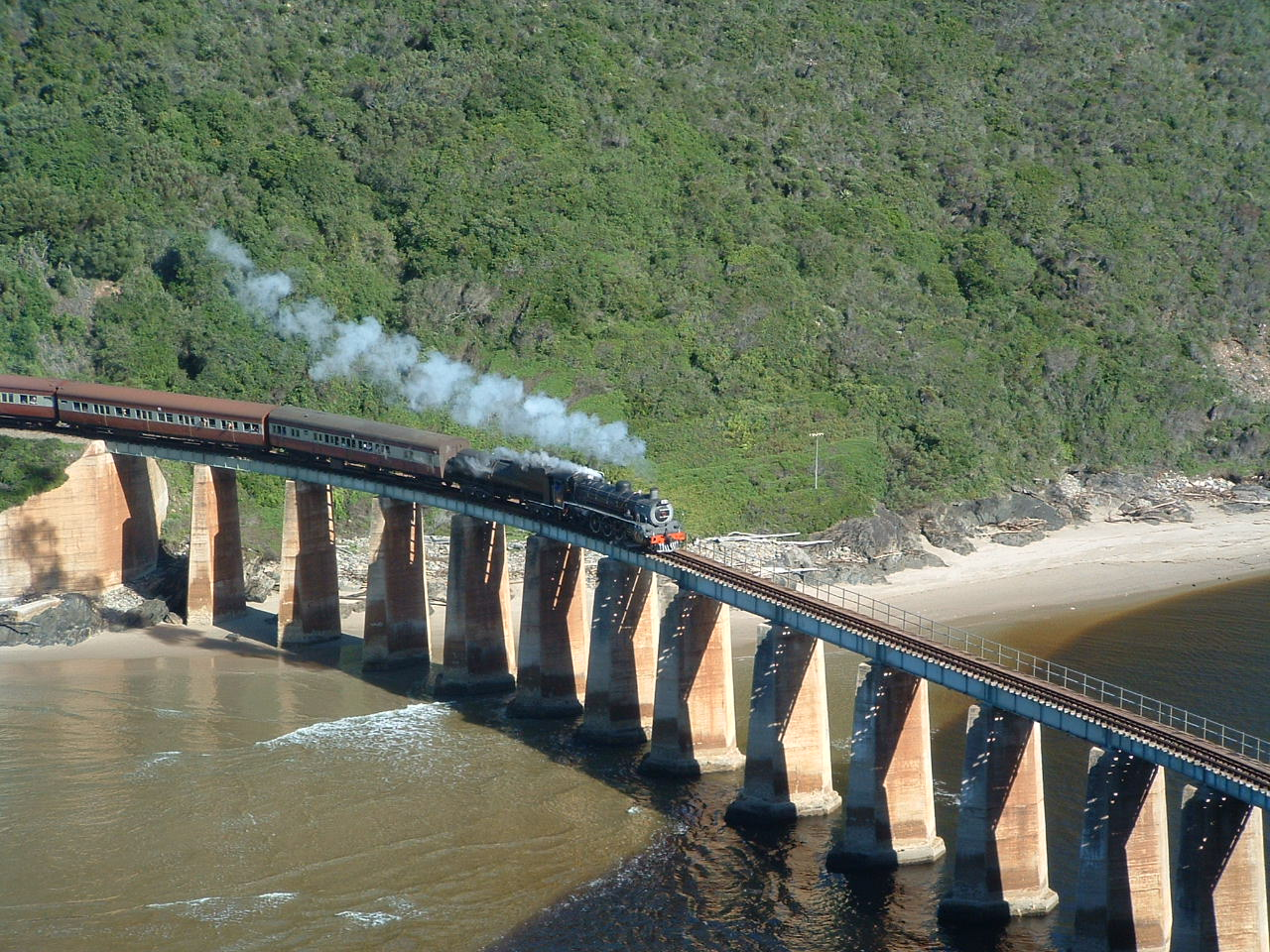
Eine 19D zieht einen Zug über die Brücke über den Kaaimans River

## Klasse 19 in Rhodesien
Der Klasse 19D entsprechende Lokomotiven wurden, unter anderem von Henschel, auch nach Rhodesien sowie an Bergwerksbahnen geliefert. Durch Zufall erhielten sie auch in Rhodesien die Klassenbezeichnung 19.
Bemerkenswert ist die 1954 an die Rhodesian Railways gelieferte Lokomotive Nr. 336 (als Klasse 19C bezeichnet, aber nicht mit der 19C der SAR zu verwechseln). Sie erhielt, angeregt durch entsprechende Versuche in Südafrika, einen Kondensationstender. Die Lokomotive zeigte die erwünschte Wasserersparnis, konnte sich aber wegen ihrer für die vorgesehenen Strecken zu geringen Leistung nicht durchsetzen, so dass es bei einem Exemplar blieb. 1956 erhielt die Lok nach einem Unfall einen normalen Tender und war noch bis 1981 im Einsatz.  
Eine der rhodesischen 19 ist bis heute zusammen mit drei von der SAR gekauften 19D auf der Anschlussbahn einer Kupfermine der Bergwerksgesellschaft Bamangwato Concessions in Botswana im täglichen Einsatz.